# 白雪公主殺人事件
《白雪公主殺人事件》（日语：白ゆき姫殺人事件）是日本作家湊佳苗的小說，2011年5月至2012年1月於《小說昴》（集英社）連載，2012年7月出版。《白雪公主殺人事件》是湊佳苗首次以電子書籍出版，2013年8月23日於eBookJapan、BookLive發布。

## 概要
- 第一章 同事I
- 第二章 同事II
- 第三章 同學
- 第四章 當地居民
- 第五章 當事人
- 「時雨谷粉領族命案」相關資料

## 發行
- 單行本 - 集英社，2012年7月26日出版，ISBN 978-4-08-771459-3
- 文庫版 - 集英社文庫，2014年2月20日出版，ISBN 978-4-08-745158-0
- 電子書籍版 - eBookJapan、BookLive，2013年8月23日配信開始

## 電影
改編電影由中村義洋執導，井上真央、綾野剛主演，2014年3月29日於日本上映。

## 登場人物

### 主要人物
赤星雄治（あかほし ゆうじ） - 绫野刚
週刊記者，接到高中同學里沙子的來電，得知時雨谷命案的資訊，開始採訪相關人士並撰寫成報導。
城野美姬（しろの みき） - 井上真央（小学：高橋美来 / 初中：諸江雪乃）
本事件嫌疑犯。很會做菜，是芹澤兄弟的粉絲，負責指導榮美。
三木典子（みき のりこ） - 菜菜绪
本事件被害者。公認的美女，負責指導里沙子。

### 日出化粧品
狩野里沙子（かのう りさこ） - 莲佛美沙子
日出化妝品公司的新人，國立大學畢業生。
滿島榮美（みつしま えみ） - 小野惠令奈
與里沙子同部門的新人。
篠山聰史（しのやま さとし） - 金子统昭
日出化妝品公司的股長。
小澤文晃（おざわ ふみあき） - 草野伊尼
城野和三木的同期同事，事件發生後最後見到城野的人。

### 城野美姬友人
前谷美野里（まえたに みのり） - 谷村美月
城野美姬大学友人，寄抗議信到雜誌編輯部。
尾崎真知子（おざき まちこ） - 川面千晶
城野美姬高中同學。
島田彩（しまだ あや） - 野村佑香
城野美姬高中同學。
江藤慎吾（えとう しんご） - 大東駿介（初中：内山遥城）
城野美姬初中同學，擅長踢足球，是城野的初戀對象。

### 城野美姬相關人物
松田芳江（まつだ よしえ）
城野美姬老家附近居民。
谷村豐（たにむら ゆたか）
城野美姬老家的居民、谷村夕子的祖父。
八塚絹子（やつか きぬこ） - 山下容莉枝
城野美姬小学時代同學的母親。
谷村夕子（たにむら ゆうこ） - 貫地谷栞（小学：井東紗椰）
城野美姬小学時代好友，小學時被欺負而不願去學校，城野便每天來找她一起上學。
松田菜蕗（まつだ ふき）
城野美姬老家附近居民、松田芳江義母。
城野皐月（しろの さつき） - 秋野暢子
城野美姬母亲。
城野光三郎（しろの こうざぶろう） - 飯塚實
城野美姬父亲，年輕時曾與酒家女外遇。

## 外部連結
- 小說
  - 「白雪公主殺人事件」 湊佳苗｜集英社 （页面存档备份，存于）（日語）
- 電影
  - 電影「白雪公主殺人事件」官方網站（日語）
  - 芹澤兄弟官方網站 （页面存档备份，存于）（日語） - 作品中虛構的音樂團體的官網
  - 白雪公主殺人事件的X（前Twitter）（日語）
  - 電影「白雪公主殺人事件」導演 中村義洋 （页面存档备份，存于）（日語）
  - 電影「白雪公主殺人事件」中文版正式預告 （页面存档备份，存于）
- 漫畫
  - 白雪公主殺人事件 那葉優花 （页面存档备份，存于）（日語）